# Álvaro Molina
Pour les articles homonymes, voir Molina.
Pas d'image ? Cliquez ici
Álvaro Molina Fuentes, né le 20 juillet 1976 à Huétor Vega, est un pilote de vitesse moto espagnol.

## Biographie
Álvaro Molina commence à courir en 1991 dans plusieurs championnats régionaux à la fois, en gagnant des trophées de Castille-La Mancha et d'Andalousie, mais aussi au niveau national, terminant en première place dans la Coupe Gilera en 1993 et dans le championnat espagnol de vitesse 125 cm3 en 1997.
De 1995 à 1998, il participe également au Championnat d'Europe, pendant quatre saisons avant de passer en 250 cm3 où il participe de 1999 à 2007. Il remporte 5 titres européens, dont 4 consécutifs, le premier en 2002, sur Yamaha et les titres 2004, 2005, 2006 et 2007 sur Aprilia.
Il fait ses débuts dans le Championnat du monde de vitesse au cours de la saison 1996, en 125 cm3 avec une Honda, pendant 3 saisons. Jusqu'en 2007, à l'aide d'une wild card, il participe principalement au Grand Prix d'Espagne en 1999 en 250 cm3 avec Honda, puis avec TSR-Honda en 2000, avec Yamaha en 2001 et à partir de 2003 avec Aprilia.
Dans ses 35 départs en Grand Prix, il se réussit à marquer des points (6 au total) pour le classement du championnat du monde qu'à trois reprises.
En 2009, il participe au Championnat du monde d'endurance de Superstock avec une Kawasaki, en obtenant la 7e place, tandis qu'en 2010 et 2011, il est au guidon d'une BMW, finissant 3e au cours de la première année.

## Résultats

### Par catégorie
| Catégorie | Saison    | 1er Grand Prix | 1er podium | 1er victoire | Course | Victoires | Podiums | Pole position | Record du tour | Points |
| --------- | --------- | -------------- | ---------- | ------------ | ------ | --------- | ------- | ------------- | -------------- | ------ |
| 125 cm3   | 1996–1998 | Belgique 1996  |            |              | 6      | 0         | 0       | 0             | 0              | 4      |
| 250 cm3   | 1989–2007 | Belgique 1999  |            |              | 29     | 0         | 0       | 0             | 0              | 2      |

### Par saisons
| Saison | Catégorie | Moto    | Course | Victoire | Podium | Pole | Record du tour | Points | Classement final |
| ------ | --------- | ------- | ------ | -------- | ------ | ---- | -------------- | ------ | ---------------- |
| 1996   | 125 cm3   | Honda   | 1      | 0        | 0      | 0    | 0              | 0      | NC               |
| 1997   | 125 cm3   | Honda   | 2      | 0        | 0      | 0    | 0              | 1      | 31e              |
| 1998   | 125 cm3   | Honda   | 3      | 0        | 0      | 0    | 0              | 3      | 27e              |
| 1999   | 250 cm3   | Honda   | 3      | 0        | 0      | 0    | 0              | 0      | NC               |
| 2000   | 250 cm3   | TSR     | 3      | 0        | 0      | 0    | 0              | 0      | NC               |
| 2001   | 250 cm3   | Yamaha  | 3      | 0        | 0      | 0    | 0              | 0      | NC               |
| 2003   | 250 cm3   | Aprilia | 3      | 0        | 0      | 0    | 0              | 0      | NC               |
| 2004   | 250 cm3   | Aprilia | 2      | 0        | 0      | 0    | 0              | 0      | NC               |
| 2005   | 250 cm3   | Aprilia | 7      | 0        | 0      | 0    | 0              | 0      | NC               |
| 2006   | 250 cm3   | Aprilia | 3      | 0        | 0      | 0    | 0              | 2      | 34e              |
| 2007   | 250 cm3   | Aprilia | 5      | 0        | 0      | 0    | 0              | 0      | NC               |
| Total  |           |         | 35     | 0        | 0      | 0    | 0              | 6      |                  |